# Pontaumur
Pontaumur est une commune française, située dans le département du Puy-de-Dôme en région Auvergne-Rhône-Alpes.

## Géographie

### Localisation
Pontaumur est située à l'ouest du département du Puy-de-Dôme, « à 40 kilomètres » à l'ouest de Clermont-Ferrand.
Cinq communes sont limitrophes :
| Landogne    |                    | Miremont    |
|             | Pontaumur          | La Goutelle |
| Combrailles | Cisternes-la-Forêt |             |

### Hydrographie

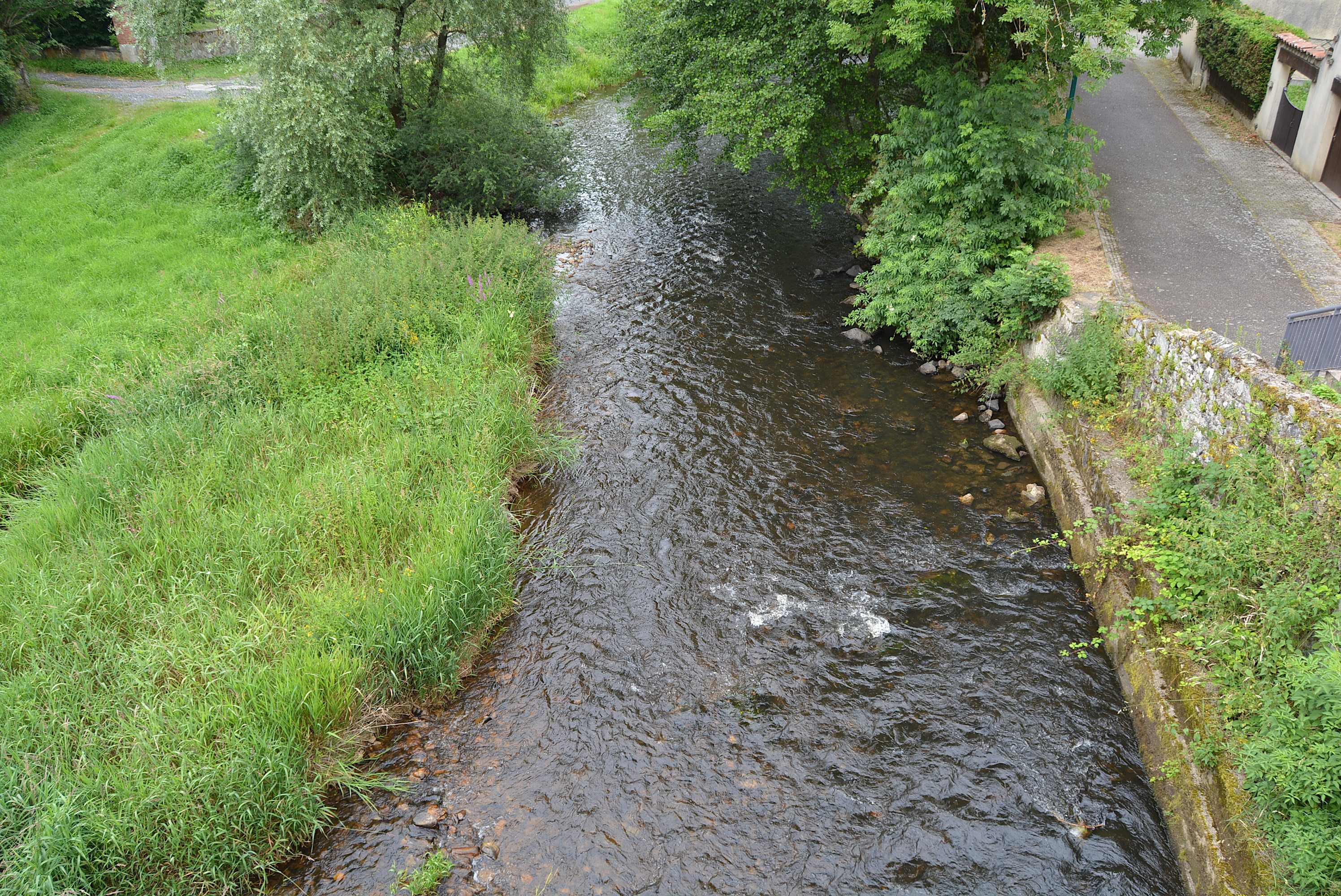
Le Sioulet depuis le pont de la route principale.

Le territoire communal est traversé par le Sioulet dans lequel se jette la Saunade en aval du village.

### Voies de communication et transports
La commune est traversée par la route départementale 941 (ancienne route nationale 141) reliant Clermont-Ferrand à Limoges, et bénéficie d'un accès autoroutier (A89 à quinze kilomètres à l'est).
Le territoire communal est également desservi par la route départementale (RD) 987 (ancienne route nationale 687) traversant l'ouest du département, entre Saint-Éloy-les-Mines et Bourg-Lastic, mais également par les RD 80 (vers Gelles), 217 (vers La Goutelle par Marcoueix), 570 et 580.

### Climat
Pour des articles plus généraux, voir Climat d'Auvergne-Rhône-Alpes et Climat du Puy-de-Dôme.
En 2010, le climat de la commune est de type climat des marges montargnardes, selon une étude du Centre national de la recherche scientifique s'appuyant sur une série de données couvrant la période 1971-2000. En 2020, Météo-France publie une typologie des climats de la France métropolitaine dans laquelle la commune est exposée à un climat de montagne ou de marges de montagne et est dans la région climatique Ouest et nord-ouest du Massif Central, caractérisée par une pluviométrie annuelle de 900 à 1 500 mm, maximale en automne et en hiver.
Pour la période 1971-2000, la température annuelle moyenne est de 9,9 °C, avec une amplitude thermique annuelle de 15,8 °C. Le cumul annuel moyen de précipitations est de 1 053 mm, avec 12,6 jours de précipitations en janvier et 7,9 jours en juillet. Pour la période 1991-2020, la température moyenne annuelle observée sur la station météorologique de Météo-France la plus proche, « Gelles », sur la commune de Gelles à 13 km à vol d'oiseau, est de 9,5 °C et le cumul annuel moyen de précipitations est de 1 026,1 mm,. Pour l'avenir, les paramètres climatiques de la commune estimés pour 2050 selon différents scénarios d'émission de gaz à effet de serre sont consultables sur un site dédié publié par Météo-France en novembre 2022.

## Urbanisme

### Typologie
Au 1er janvier 2024, Pontaumur est catégorisée commune rurale à habitat dispersé, selon la nouvelle grille communale de densité à sept niveaux définie par l'Insee en 2022.
Elle est située hors unité urbaine et hors attraction des villes,.

### Occupation des sols
L'occupation des sols de la commune, telle qu'elle ressort de la base de données européenne d’occupation biophysique des sols Corine Land Cover (CLC), est marquée par l'importance des territoires agricoles (61,4 % en 2018), en diminution par rapport à 1990 (62,3 %). La répartition détaillée en 2018 est la suivante : prairies (38,8 %), forêts (35 %), zones agricoles hétérogènes (22,6 %), zones urbanisées (3,6 %). L'évolution de l’occupation des sols de la commune et de ses infrastructures peut être observée sur les différentes représentations cartographiques du territoire : la carte de Cassini (XVIIIe siècle), la carte d'état-major (1820-1866) et les cartes ou photos aériennes de l'IGN pour la période actuelle (1950 à aujourd'hui).

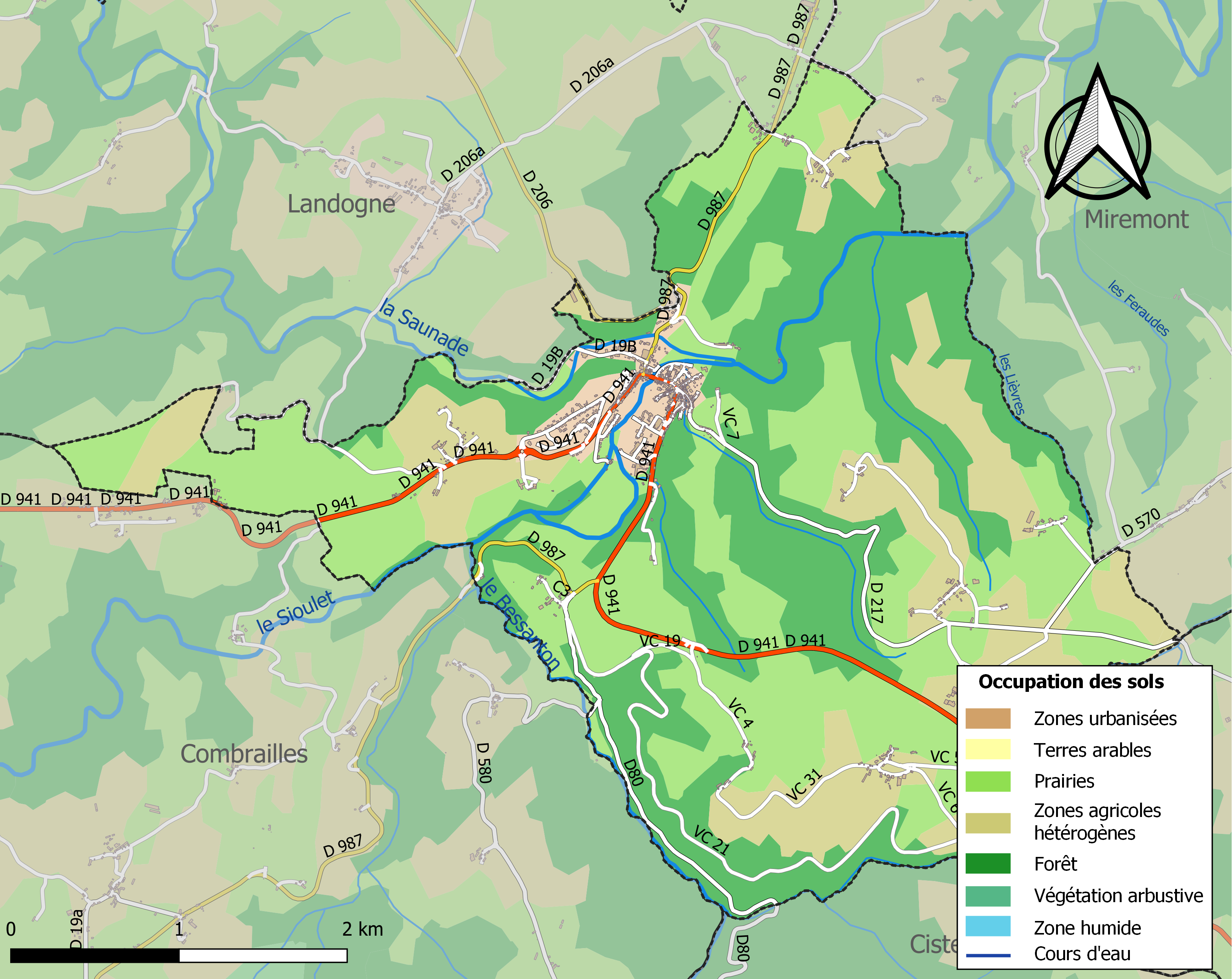
Carte des infrastructures et de l'occupation des sols de la commune en 2018 (CLC).

## Histoire
Michel de Montaigne passa à Pontaumur (« Pont-à-Mur » dans son Journal de voyage) en novembre 1580 pour se rendre au puy de Dôme.

## Politique et administration

### Découpage territorial
La commune de Pontaumur est membre de la communauté de communes Chavanon Combrailles et Volcans, un établissement public de coopération intercommunale (EPCI) à fiscalité propre créé le 1er janvier 2017 dont elle est le siège. Ce dernier est par ailleurs membre d'autres groupements intercommunaux. Jusqu'en 2016, elle était le siège de la communauté de communes de Haute Combraille.
Sur le plan administratif, elle est rattachée à l'arrondissement de Riom, à la circonscription administrative de l'État du Puy-de-Dôme et à la région Auvergne-Rhône-Alpes. Avant mars 2015, elle était chef-lieu de canton.
Sur le plan électoral, elle dépend du canton de Saint-Ours pour l'élection des conseillers départementaux, depuis le redécoupage cantonal de 2014 entré en vigueur en 2015, et de la deuxième circonscription du Puy-de-Dôme pour les élections législatives, depuis le dernier découpage électoral de 2010 (sixième circonscription avant 2010).

### Élections municipales et communautaires

#### Élections de 2020
Le conseil municipal de Pontaumur, commune de moins de 1 000 habitants, est élu au scrutin majoritaire plurinominal à deux tours avec candidatures isolées ou groupées et possibilité de panachage. Compte tenu de la population communale, le nombre de sièges à pourvoir lors des élections municipales de 2020 est de 15. La totalité des candidats en lice est élue dès le premier tour, le 15 mars 2020, avec un taux de participation de 55,42 %.
Le conseil municipal, réuni le 25 mai 2020 pour élire le maire, a désigné quatre adjoints, élus pour le mandat 2020-2026.

#### Chronologie des maires

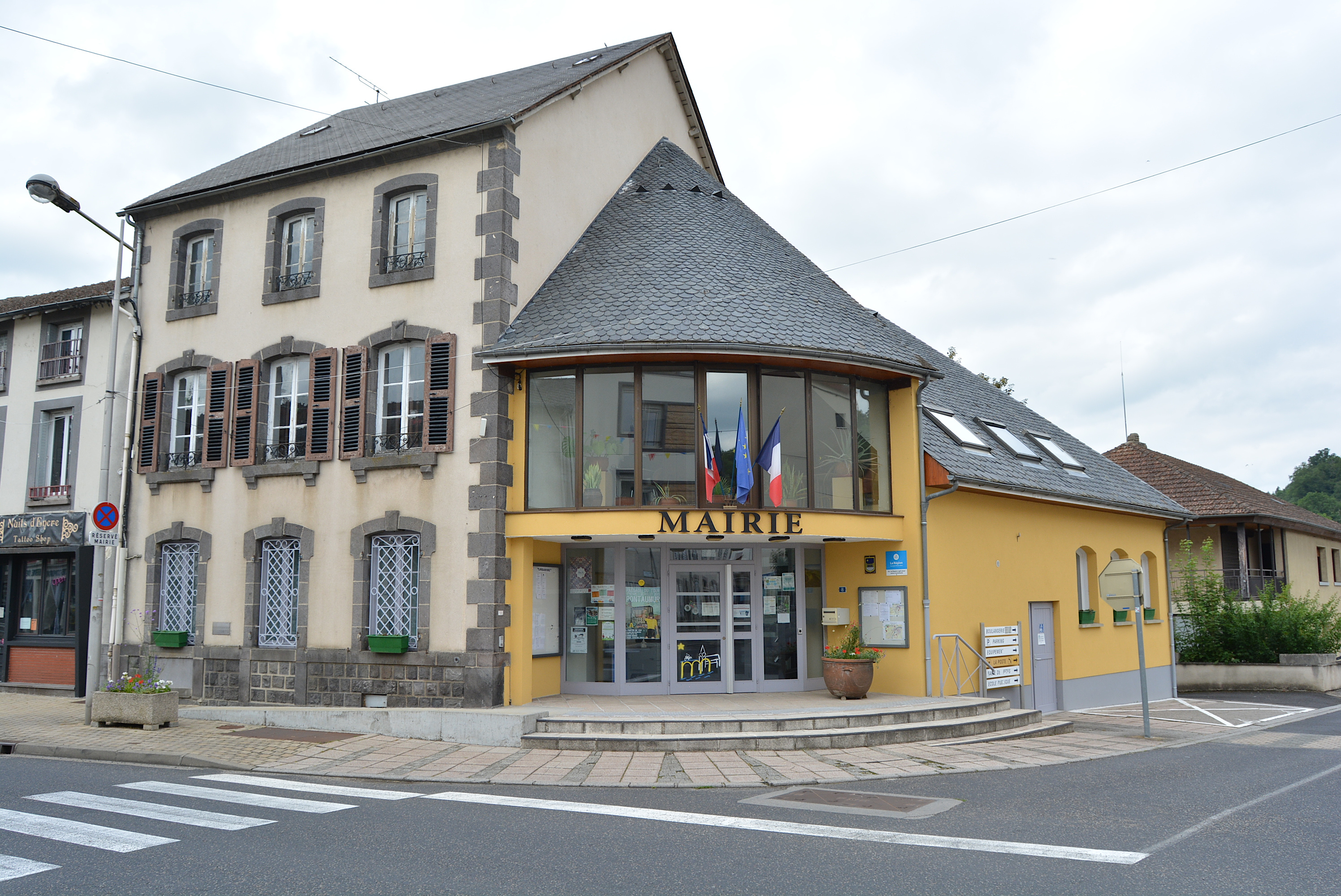
La mairie.

| Période                                  | Période                        | Identité          | Étiquette | Qualité                  |
| ---------------------------------------- | ------------------------------ | ----------------- | --------- | ------------------------ |
| Les données manquantes sont à compléter. |                                |                   |           |                          |
| 1974                                     |                                | Pierre Gironnet   |           |                          |
| 2001                                     |                                | Thierry Chassaing |           |                          |
| mars 2008                                | 2015                           | Nicole Kacedan    |           |                          |
| 2015 (réélu en 2020)                     | En cours (au 4 septembre 2021) | Charles Carrias   |           | Retraité cadre technique |

### Jumelages
Au 13 août 2023, la commune est jumelée avec Niederwerth (Allemagne).

## Population et société

### Démographie
Les habitants de la commune sont appelés les Pontaumurois.
L'évolution du nombre d'habitants est connue à travers les recensements de la population effectués dans la commune depuis 1793. Pour les communes de moins de 10 000 habitants, une enquête de recensement portant sur toute la population est réalisée tous les cinq ans, les populations de référence des années intermédiaires étant quant à elles estimées par interpolation ou extrapolation. Pour la commune, le premier recensement exhaustif entrant dans le cadre du nouveau dispositif a été réalisé en 2007.

En 2022, la commune comptait 659 habitants, en stagnation par rapport à 2016 (Puy-de-Dôme : +2,1 %, France hors Mayotte : +2,11 %).
| 1793  | 1800  | 1806  | 1821  | 1831  | 1836  | 1841  | 1846  | 1851  |
| ----- | ----- | ----- | ----- | ----- | ----- | ----- | ----- | ----- |
| 1 365 | 1 160 | 1 347 | 1 786 | 2 085 | 1 957 | 1 908 | 1 901 | 1 987 |

| 1856  | 1861  | 1866  | 1872  | 1876  | 1881  | 1886  | 1891  | 1896  |
| ----- | ----- | ----- | ----- | ----- | ----- | ----- | ----- | ----- |
| 1 804 | 1 749 | 1 724 | 1 728 | 1 720 | 1 182 | 1 142 | 1 079 | 1 017 |

| 1901  | 1906  | 1911 | 1921 | 1926 | 1931 | 1936 | 1946 | 1954 |
| ----- | ----- | ---- | ---- | ---- | ---- | ---- | ---- | ---- |
| 1 006 | 1 011 | 938  | 809  | 753  | 774  | 808  | 773  | 723  |

| 1962 | 1968 | 1975 | 1982 | 1990 | 1999 | 2006 | 2007 | 2012 |
| ---- | ---- | ---- | ---- | ---- | ---- | ---- | ---- | ---- |
| 816  | 813  | 866  | 906  | 859  | 769  | 761  | 755  | 722  |

| 2017 | 2022 | - | - | - | - | - | - | - |
| ---- | ---- | - | - | - | - | - | - | - |
| 645  | 659  | - | - | - | - | - | - | - |

### Enseignement
Pontaumur dépend de l'académie de Clermont-Ferrand. Elle gère une école élémentaire publique.
Il existe aussi un collège (Pierre-Gironnet), géré par le département, ainsi que le lycée professionnel agricole des Combrailles.

### Manifestations culturelles et festivités
- Festival Bach en Combrailles

## Culture locale et patrimoine

### Lieux et monuments

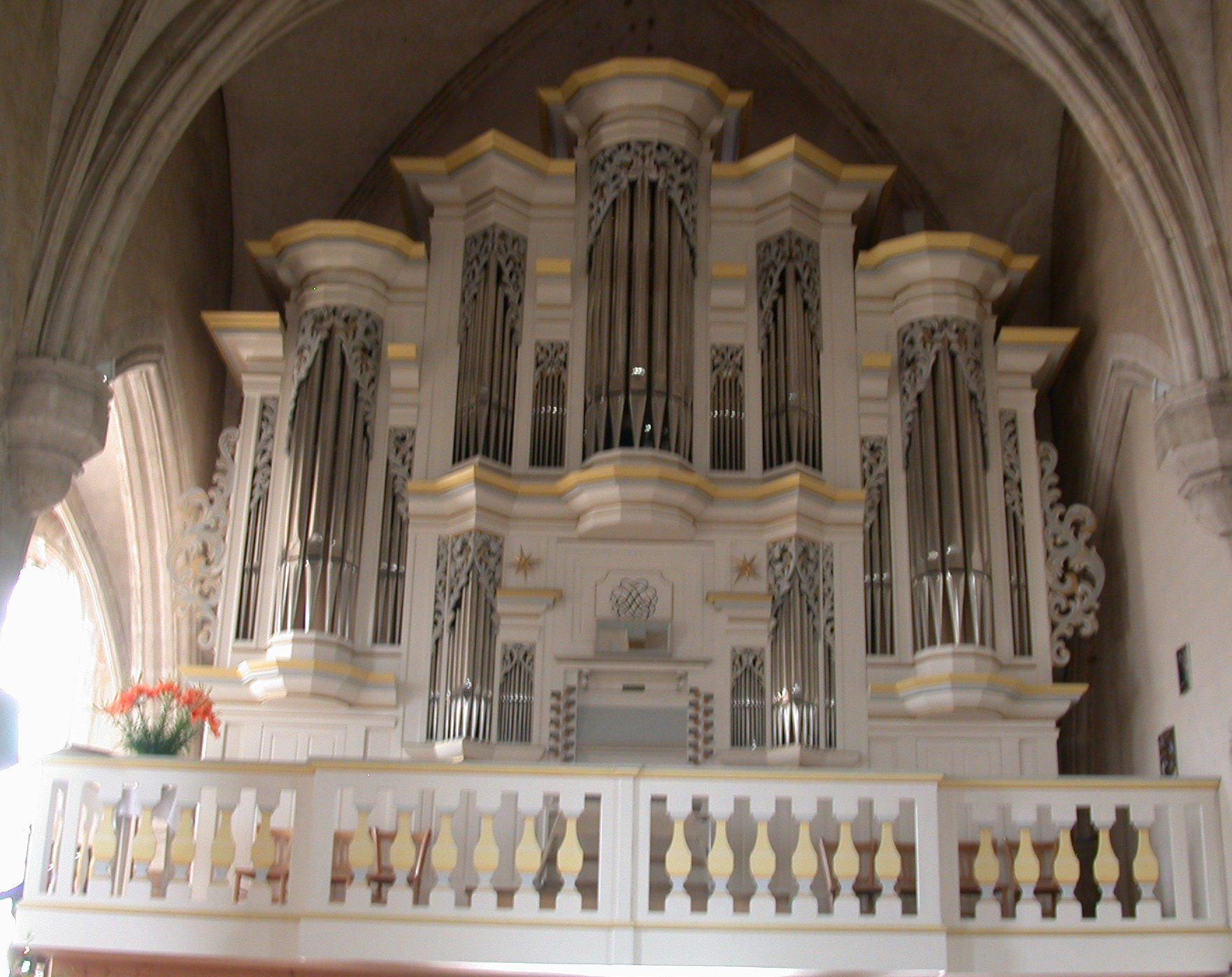
Orgue de Pontaumur.

L'église de Pontaumur a été dotée d'un orgue moderne inspiré de celui d'Arnstadt (Thuringe). Cet orgue, particulièrement adapté à l'exécution des œuvres de Jean-Sébastien Bach, a été conçu et installé en liaison avec le développement du Festival Bach en Combrailles par le facteur d'orgues François Delhumeau ; il a été inauguré le 1er février 2004 par Marie-Claire Alain et Gottfried Preller, organiste à Arnstadt.

### Personnalités liées à la commune
- Jean Deval de Guymont (° 7 mai 1756 à Pontaumur – † 9 novembre 1833 à Riom), magistrat et homme politique français des XVIIIe et XIXe siècles.